# FTSE/JSE All-Share Index
| FTSE/JSE All-Share Index | FTSE/JSE All-Share Index |
| ------------------------ | ------------------------ |
|                          |                          |
| Stammdaten               |                          |
| Staat                    | Südafrika                |
| Börse                    | Johannesburger Börse     |
| ISIN                     | nicht bekannt            |
| WKN                      | 9000007                  |
| Symbol                   | JALSH                    |
| RIC                      | ^JALSH                   |
| Bloomberg-Code           | JALSH <INDEX>            |
| Kategorie                | Aktienindex              |
| Typ                      | Kursindex                |
| Familie                  | FTSE                     |

Der FTSE/JSE All-Share Index ist der wichtigste Aktienindex in Südafrika. Er umfasst alle an der Johannesburger Börse gelisteten Unternehmen. Die 40 größten Werte nach Marktkapitalisierung werden im FTSE/JSE Top 40 Index zusammengefasst.

## Berechnung
Der FTSE/JSE All-Share Index ist ein Kursindex, in dem alle Aktiengesellschaften der Johannesburg Securities Exchange (JSE) gelistet sind. Sie decken 99 Prozent der Marktkapitalisierung und des Handelsvolumens der Börse ab. Um in den Index aufgenommen zu werden, muss das Unternehmen finanziell handlungsfähig sein, eine hohe Liquidität aufweisen und auf der Börse in Johannesburg gehandelt werden.
Der Indexstand wird ausschließlich auf Grund der Aktienkurse ermittelt und nur um Erträge aus Bezugsrechten und Sonderzahlungen bereinigt. Die Gewichtung erfolgt nach der Marktkapitalisierung der gelisteten Unternehmen. Kapitalmaßnahmen wie Aktiensplits haben keinen (verzerrenden) Einfluss auf den Index. Eine Überprüfung der Zusammensetzung des Index erfolgt alle drei Monate (März, Juni, September, Dezember). Die Berechnung wird während der JSE-Handelszeit von 09:00 Uhr bis 17:00 Uhr Ortszeit (10:00 Uhr bis 18:00 Uhr MEZ) alle 60 Sekunden aktualisiert.

## Geschichte

### 20. Jahrhundert
Der Index wurde am 2. Oktober 1978 unter dem Namen JSE Actuaries Overall Index (Basiswert: 264,30 Punkte) erstmals veröffentlicht und bis 1960 (tägliche Kurse) und bis 1926 (monatliche Kurse) zurückgerechnet.
Bis zum 19. Oktober 1987 stieg der Index um 960,9 Prozent auf einen Schlussstand von 2.804 Punkten. Nach dem Schwarzen Montag am selben Tag an der New York Stock Exchange, als der Wert des Dow-Jones-Index um 22,6 Prozent einbrach, sank der JSE Actuaries wieder. Am 12. Februar 1988 beendete er den Handel bei 1.517 Punkten. Der Verlust seit Oktober 1987 beträgt 45,9 Prozent. In den folgenden 11 Jahren wuchs der Index um 451,0 Prozent. Am 20. April 1998 schloss das Börsenbarometer bei 8.358,70 Punkten.
In den Jahren 1997 und 1998 kam es in Teilen der Welt zu Finanz-, Währungs- und Wirtschaftskrisen (Asienkrise, Brasilienkrise, Russlandkrise). Durch die Krisen waren die Anleger in Südafrika nervös geworden und es kam zu einem verstärkten Kapitalabfluss. In der Folge sank der JSE Actuaries bis zum 11. September 1998 um 43,8 Prozent auf einen Schlussstand von 4.694,44 Punkten.

### 21. Jahrhundert
Am 10. Dezember 2001 schloss der Index mit 10.030,17 Punkten zum ersten Mal über der 10.000-Punkte-Marke. Am 22. Mai 2002 beendete er den Handel bei 11.686,18 Punkten. Das war seit September 1998 ein Zuwachs von 148,3 Prozent. Am 24. Juni 2002 übernahm die FTSE Group die Berechnung des Index. Um diese Änderung widerzuspiegeln, wurde der JSE Actuaries Overall Index in FTSE/JSE All-Share Index umbenannt. Der Basiswert liegt bei 10.815,08 Punkten, dem Schlussstand des alten Index vom 21. Juni 2002.
Innerhalb des kommenden Jahres verlor der FTSE/JSE All-Share 37,0 Prozent an Wert. Am 25. April 2003 schloss er bei 7.361,15 Punkten. Am 1. Februar 2006 überwand der Index mit einem Schlussstand von 20.040,95 Punkten erstmals die Grenze von 20.000 Punkten und am 1. Oktober 2007 mit 30.167.52 Punkten zum ersten Mal die 30.000-Punkte-Marke. Am 22. Mai 2008 beendete der FTSE/JSE All-Share den Handel bei 33.232,89 Punkten. Der Gewinn seit April 2003 liegt bei 351,5 Prozent.
Im Verlauf der internationalen Finanzkrise, die im Sommer 2007 in der US-Immobilienkrise ihren Ursprung hatte, begann der Index wieder zu sinken. Ab dem 3. Quartal 2008 wirkte sich die Krise zunehmend auf die Realwirtschaft aus. In der Folge brachen die Aktienkurse weltweit ein. Am 23. Oktober 2008 sank der FTSE/JSE All-Share unter die Grenze von 20.000 Punkten. Einen neuen Tiefststand erzielte das Börsenbarometer am 20. November 2008, als es den Handel mit 17.814,42 Punkten beendete. Das entspricht seit dem 22. Mai 2008 einem Rückgang um 46,4 Prozent. Er war der größte Sturz in der Geschichte des Index.
Der 20. November 2008 markiert den Wendepunkt der Talfahrt. Ab dem Herbst 2008 war der FTSE/JSE All-Share wieder auf dem Weg nach oben. Am 9. Januar 2013 markierte er mit einem Schlussstand von 40.330,44 Punkten ein Allzeithoch. Der Gewinn seit dem 20. November 2008 beträgt um 126,4 Prozent.

### Höchststände
Die Übersicht zeigt die Allzeithöchststände des FTSE/JSE All-Share Index.
|                      | Punkte    | Datum           |
| -------------------- | --------- | --------------- |
| im Handelsverlauf    | 81.337,95 | 27. Januar 2023 |
| auf Schlusskursbasis | 80,791.36 | 27. Januar 2023 |

### Meilensteine
Die Tabelle zeigt die Meilensteine des FTSE/JSE All-Share Index.
| Erster Schlussstand über | Schlussstand in Punkten | Datum             |
| ------------------------ | ----------------------- | ----------------- |
| 5.000                    | 5.088,30                | 4. Januar 1994    |
| 10.000                   | 10.030,17               | 10. Dezember 2001 |
| 15.000                   | 15.023,56               | 22. Juli 2005     |
| 20.000                   | 20.040,95               | 1. Februar 2006   |
| 25.000                   | 25.156,71               | 2. Januar 2007    |
| 30.000                   | 30.167,52               | 1. Oktober 2007   |
| 35.000                   | 35.070,66               | 1. August 2012    |
| 40.000                   | 40.061,75               | 2. Januar 2013    |
| 70.000                   | 70.090,54               | 15. November 2021 |
| 80.000                   | 80,128.63               | 23. Januar 2023   |

### Jährliche Entwicklung
Die Tabelle zeigt die jährliche Entwicklung des bis 1975 zurückgerechneten FTSE/JSE All-Share Index.
| Jahr | Schlussstand in Punkten | Veränderung in Punkten | Veränderung in % |
| ---- | ----------------------- | ---------------------- | ---------------- |
| 1975 | 226,30                  |                        |                  |
| 1976 | 201,60                  | −24,70                 | −10,91           |
| 1977 | 243,10                  | 41,50                  | 20,59            |
| 1978 | 310,70                  | 67,60                  | 27,81            |
| 1979 | 565,00                  | 254,30                 | 81,85            |
| 1980 | 746,80                  | 181,80                 | 32,18            |
| 1981 | 692,20                  | −54,60                 | −7,31            |
| 1982 | 879,20                  | 187,00                 | 27,02            |
| 1983 | 950,00                  | 70,80                  | 8,05             |
| 1984 | 984,20                  | 34,20                  | 3,60             |
| 1985 | 1.322,80                | 338,60                 | 34,40            |
| 1986 | 1.972,70                | 649,90                 | 49,13            |
| 1987 | 1.820,00                | −152,70                | −7,74            |
| 1988 | 1.990,00                | 170,00                 | 9,34             |
| 1989 | 2.976,00                | 986,00                 | 49,55            |
| 1990 | 2.719,74                | −256,26                | −8,61            |
| 1991 | 3.440,31                | 720,57                 | 26,49            |
| 1992 | 3.258,76                | −181,55                | −5,28            |
| 1993 | 4.892,99                | 1.634,23               | 50,15            |
| 1994 | 5.866,91                | 973,92                 | 19,90            |
| 1995 | 6.228,42                | 361,51                 | 6,16             |
| 1996 | 6.657,53                | 429,11                 | 6,89             |
| 1997 | 6.202,31                | −455,22                | −6,84            |
| 1998 | 5.430,48                | −771,84                | −12,44           |
| 1999 | 8.542,78                | 3.112,30               | 57,31            |
| 2000 | 8.326,19                | −216,59                | −2,54            |
| 2001 | 10.441,68               | 2.115,49               | 25,41            |
| 2002 | 9.277,22                | −1.164,46              | −11,15           |
| 2003 | 10.387,22               | 1.110,00               | 11,96            |
| 2004 | 12.656,86               | 2.269,64               | 21,85            |
| 2005 | 18.096,54               | 5.439,68               | 42,98            |
| 2006 | 24.915,20               | 6.818,66               | 37,68            |
| 2007 | 28.957,97               | 4.042,77               | 16,23            |
| 2008 | 21.509,20               | −7.448,77              | −25,72           |
| 2009 | 27.666,45               | 6.157,25               | 28,63            |
| 2010 | 32.118,89               | 4.452,44               | 16,09            |
| 2011 | 31.985,67               | −133,22                | −0,41            |
| 2012 | 39.250,24               | 7.264,57               | 22,71            |
| 2013 | 46.256,23               | 7.005,99               | 15,15            |
| 2014 | 49.770,60               | 3.514,37               | 7,06             |
| 2015 | 50.693,76               | 923,16                 | 1,82             |
| 2016 | 50.653,54               | −40,22                 | −0,08            |
| 2017 | 59.504,67               | 8.851,13               | 17,47            |
| 2018 | 52.736,86               | −6.767,81              | −12,83           |
| 2019 | 57.084,10               | 4.347,24               | 8,24             |
| 2020 | 59.408,68               | 2.324,58               | 4,07             |
| 2021 | 73.709,39               | 14.300,71              | 24,07            |
| 2022 | 73.048,57               | −660,82                | 0,90             |
| 2023 | 76.893,15               | 3.844,58               | 5,26             |